# Trinidadguan
Der Trinidadguan (Pipile pipile) oder Trinidad-Blaukehlschakutinga ist eine Vogelart aus der Familie der Hokkohühner. Er ist auf der Karibikinsel Trinidad vor der Küste Venezuelas endemisch und kommt dort nur noch in dichten Bergwäldern im östlichen Teil der Northern Range vor. Der Bestand wird auf 70–200 Tiere geschätzt und die Art von der IUCN als vom Aussterben bedroht (critically endangered) eingestuft.

## Beschreibung

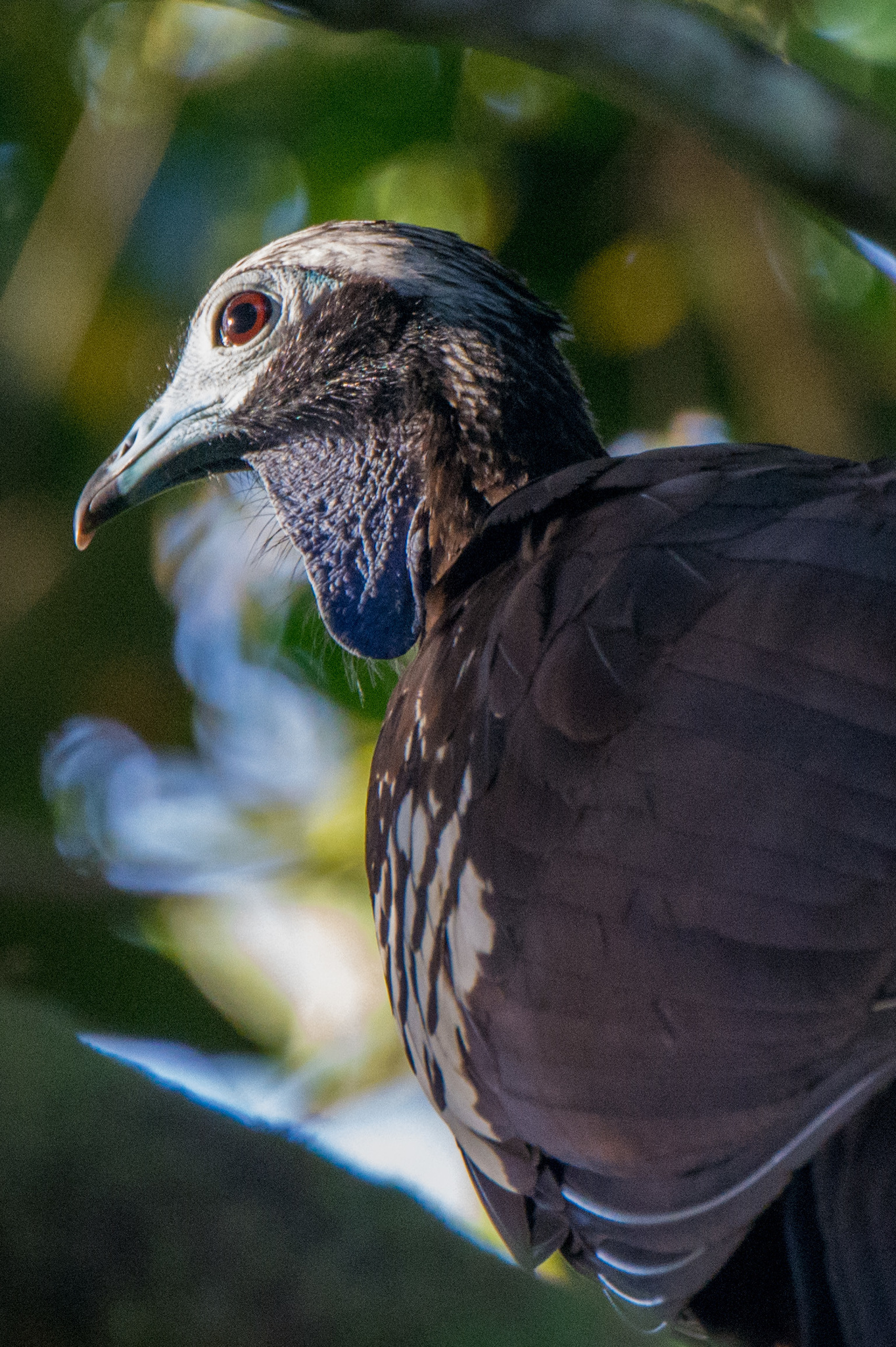
Trinidadguan

Der Trinidadguan zählt mit 61–69 cm Körperlänge zu den mittelgroßen Hokkohühnern. Die Flügellänge liegt bei 36 cm, die Schwanzlänge bei etwa 29 cm. Die Geschlechter unterscheiden sich nicht.
Die Schnabelspitze ist schwarz; der übrige Schnabel, die Wachshaut und die unbefiederte Gesichtspartie sind hellblau. Die Augen zeigen eine rotbraune Iris. Ein Streifen weißen Gefieders umrandet die nackte Gesichtspartie und reicht bis über die Ohrdecken hinaus. Die Federn der Haube, die in den Nacken fällt, sind lang, schmal und zugespitzt. Sie sind bräunlich schwarz mit schmalem weißem Saum. Der Kehllappen ist kobaltblau. Das Körpergefieder ist überwiegend schwarz und zeigt einen bräunlichen Purpurglanz. Die Oberflügeldecken sind teils breit weiß gebändert und bilden einen weißen Flügelspiegel. Die Beine sind rot.

## Lebensweise
Der Trinidadguan besiedelt entlegene Bergregenwälder im Nordosten Trinidads und ist hier vor allem in steilen und hügeligen Bereichen mit zahlreichen Fließgewässern, wenig Unterwuchs, einem dichten Kronendach und einem reichen Vorkommen von Kletterpflanzen und Epiphyten zu finden. Die Höhenverbreitung reicht von 10 bis 900 m. Im Umfeld der Primärwälder ist die Art auch in Sekundärvegetation und bewirtschaftetem Gelände zu finden. Früher kam sie auch in teils laubabwerfenden Wäldern vor. Die Nahrungsaufnahme erfolgt vorwiegend in der Baumschicht. Zur Nahrung zählen hauptsächlich Früchte, aber auch Blätter und Blüten. Solange genügend Deckung in den Bäumen vorhanden ist und die Art nicht bejagt wird, stören sich die Vögel wenig an der Gegenwart des Menschen. Über die Brutbiologie ist wenig bekannt. Die Brutzeit scheint sich über das ganze Jahr zu erstrecken und das Gelege besteht aus zwei Eiern.

## Bestand und Gefährdung
Der Bestand wurde Ende der 2000er Jahre auf 70–200 Tiere geschätzt und die Art von der IUCN als vom Aussterben bedroht (critically endangered) eingestuft. Hauptgefährdungsfaktoren sind Jagd und die anhaltende Lebensraumzerstörung.
2020 gibt die IUCN den Bestand mit  150–330 Individuen an. Der leichte Bestandsanstieg wird mit nachlassendem Jagddruck erklärt.